# Loạn luân

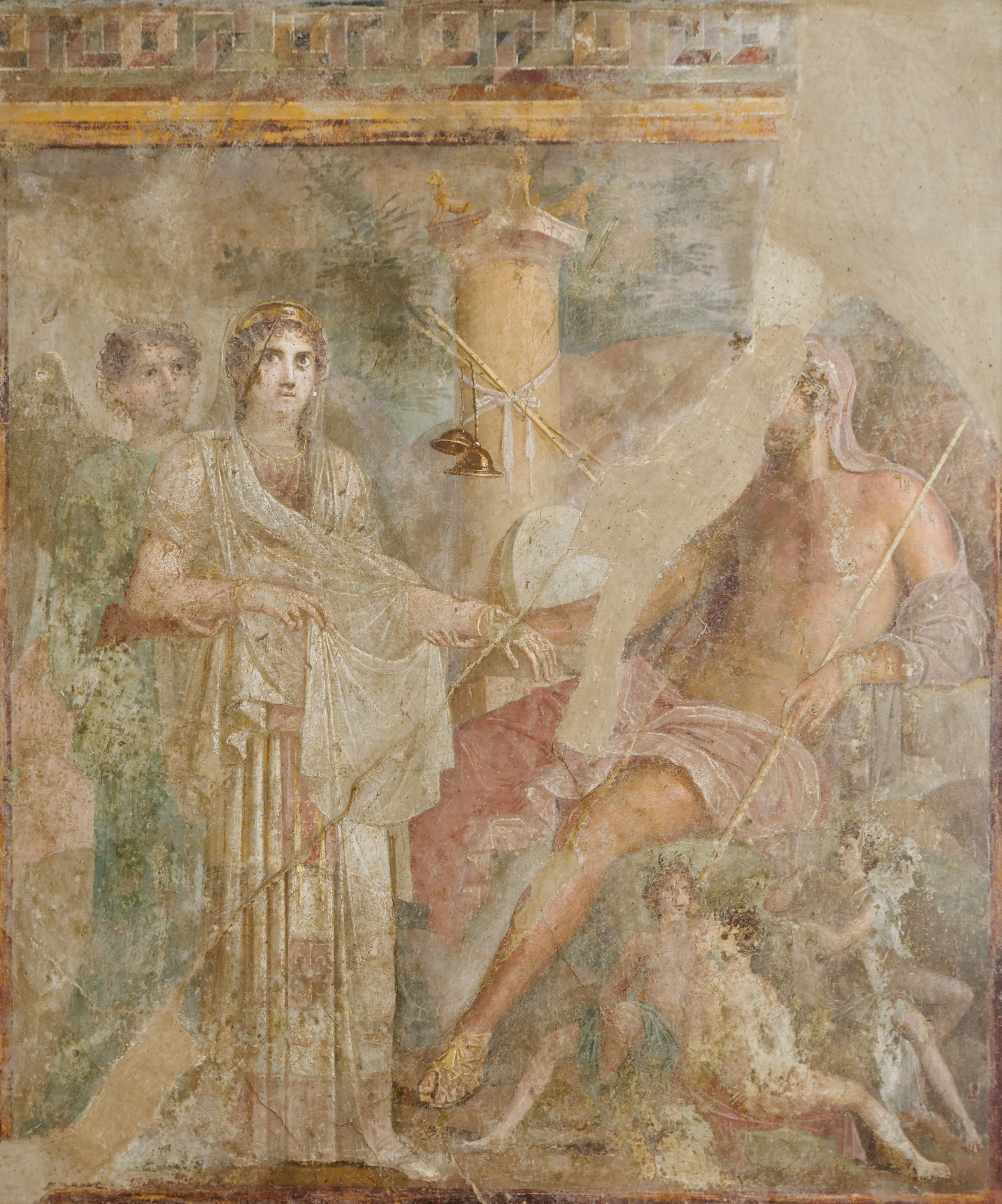
Tranh La Mã mô tả đám cưới giữa hai chị em Jupiter và Juno, thế kỷ I

Loạn luân hoặc phi luân là hoạt động tình dục giữa những người trong cùng gia đình hoặc những người có liên hệ huyết thống gần gũi. Loạn luân thường bao gồm các hoạt động tình dục giữa những người có quan hệ họ hàng gần (chung dòng máu), và thỉnh thoảng giữa những người có quan hệ luật pháp, con riêng, con nuôi hoặc có liên quan đến hôn nhân (ví dụ con với mẹ kế), hoặc các thành viên trong thị tộc có cùng tổ tiên.
Cấm kỵ về loạn luân đã và đang là những cấm kỵ mang tính văn hóa phổ quát nhất, kể cả trong các xã hội cũ và mới. Hầu hết các xã hội hiện đại có luật cấm loạn luân hoặc các hạn chế xã hội về hôn nhân cận huyết rất chặt chẽ. Trong các xã hội mà loạn luân là bất hợp pháp, việc loạn luân đồng thuận giữa hai người lớn được một số người coi là một tội phạm không nạn nhân. Một số nền văn hoá mở rộng quan niệm loạn luân cho các trường hợp người thân mà không có quan hệ huyết thống như được một người mẹ nuôi chung, anh chị em có cha/mẹ khác nhau, và các anh chị nhận nuôi. Các thân nhân bậc ba (như dì, cậu, cháu, anh con chú con bác) trung bình chiếm 12,5% gen, và quan hệ tình dục giữa họ được nhìn nhận khác nhau ở nhiều nền văn hoá khác nhau, từ mức bị hạn chế đến mức được xã hội chấp nhận. Những đứa trẻ của các mối quan hệ loạn luân được coi là bất hợp pháp, và vẫn còn được coi là như vậy trong một số xã hội ngày nay. Trong hầu hết các trường hợp, cha mẹ chúng không có quyền kết hôn để loại bỏ tình trạng đó, do kết hôn loạn luân thông thường cũng bị cấm.
Giải thích chung cho việc cấm loạn luân là tránh việc sinh sản cận huyết: con cái sẽ bị các rối loạn di truyền nếu cha mẹ có quan hệ di truyền gần gũi. Con cái của các cặp đôi trên có nguy cơ cao hơn về các rối loạn bẩm sinh, tử vong, và khuyết tật về phát triển và thể chất, và nguy cơ đó tỷ lệ thuận với hệ số gần gũi giữa cha mẹ chúng - một số đo mức độ gần gũi có liên quan đến di truyền. Nhưng việc tránh hôn nhân cận huyết không phải lý do duy nhất khi cấm loạn luân vì hai lý do. Thứ nhất, hầu hết các luật cấm loạn luân không liên quan đến huyết thống mà liên quan đến mối quan hệ - nghĩa là các mối quan hệ được hôn nhân thiết lập (ví dụ như con dâu với bố chồng, hoặc con gái với cha dượng) - cũng như các mối quan hệ do nhận con nuôi tạo ra. Thứ hai, các luật cấm loạn luân cũng áp dụng đối với tình dục không sinh sản - ví dụ như tình dục giữa hai người có huyết thống nhưng vô sinh, giữa hai người có quan hệ tình dục đồng giới, hoặc quan hệ tình dục được thực hiện với các thiết bị ngừa thai.
Hầu hết các xã hội coi loạn luân là điều cấm kỵ. Điều cấm kỵ này là một trong những cấm kỵ chung nhất của tất các nền văn hóa bao gồm cả những nước hiện tại và những nước trong quá khứ, với hình phạt dành cho hành vi này. Tuy nhiên trong vài xã hội như Ai Cập cổ đại hay nhà Trần, có những quan hệ loạn luân trong hoàng tộc giữa anh/chị và em, cha và con gái, mẹ và con trai, chú và cháu gái, cô và cháu trai nhằm bảo tồn dòng máu hoàng gia không cho họ khác có cơ hội nắm quyền. Trong một số xã hội khác, như người Bali và vài bộ tộc Inuit có những quan niệm khác về vi phạm pháp luật và đạo đức trong loạn luân. Tuy nhiên, mối quan hệ tình dục với một người họ hàng bậc nhất (như cha mẹ hoặc anh chị em ruột) gần như bị cấm trên toàn cầu.

## Lịch sử

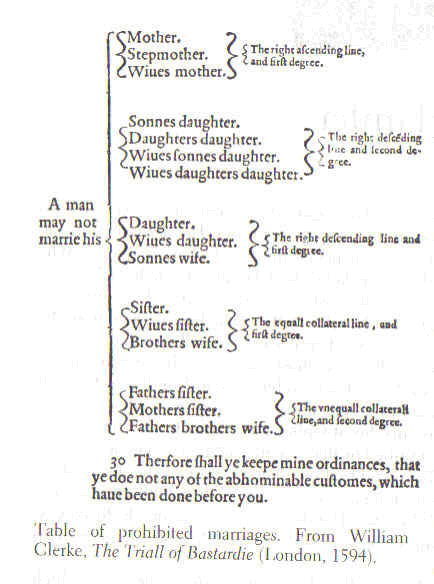
Bảng liệt kê các hôn nhân cận huyết bị cấm từ cuốn sách The Trial of Bastardie của William Clerke. Luân Đôn, 1594

### Thời cổ đại

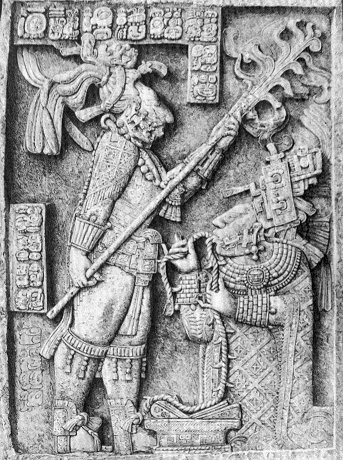
Vua Maya Shield Jaguar II với người vợ là cô của mình, Lady Xoc. năm 709

Trong xã hội Trung Quốc cổ đại, anh em họ có cùng họ (những người có liên quan đằng nội) không được kết hôn, trong khi những người có họ khác nhau (tức là anh em họ đằng ngoại hoặc con bác con cô) được phép kết hôn.
Một số Pharaon Ai Cập lấy anh chị em con chú con bác và có vài người con với họ. Ví dụ, Tutankhamun lấy người em con chú Ankhesenamun, và ngay bản thân ông ta là con của một hôn nhân cận huyết giữa Akhenaton và một người em ruột không rõ tên. Việc lấy anh em họ trong xã hội Ai Cập thời đó được áp dụng rộng rãi trong suốt giai đoạn Graeco-Roman. Hàng loạt các văn bản viết trên giấy cói và thống kê nhân khẩu thời La Mã cho thấy nhiều cặp vợ chồng là anh chị em ruột có chung cả cha và mẹ. Quan hệ loạn luân nổi tiếng nhất xảy ra dưới triều đại Ai Cập thuộc Hy Lạp; Cleopatra VII kết hôn với em trai mình, Ptolemaios XIII, trong khi cha mẹ của bà, Cleopatra V và Ptolemaios XII, là anh chị em ruột.
Câu chuyện về Oedipus, với chủ đề loạn luân vô tình giữa mẹ và con, kết thúc trong thảm hoạ và cho thấy những cấm kỵ loạn luân trong thời cổ đại khi Oedipus bị trừng phạt vì những hành động loạn luân bằng cách tự chọc mù mắt. Trong "phần tiếp theo" của Oedipus, Antigone, bốn đứa con của Oedipus cũng bị trừng phạt vì hôn nhân loạn luân của cha mẹ họ. Loạn luân xuất hiện trong chuyện kể về sự ra đời của Adonis được chấp nhận rộng rãi, khi mẹ ông, Myrrha đã cải trang thành một gái mại dâm và quan hệ tình dục với cha mình-Cinyras- trong một lễ hội.
Trong thời Hy Lạp cổ đại, vua Sparta Leonidas I, anh hùng huyền thoại của trận Thermopylae, đã kết hôn với cháu gái của mình, Gorgo, Nữ hoàng của Sparta, con gái của người anh cùng cha khác mẹ Cleomenes I. Pháp luật Hy Lạp cho phép kết hôn giữa anh và em gái nếu họ có các bà mẹ khác nhau. Ví dụ, một số tác giả nói rằng Elpinice đã có thời gian kết hôn với người anh cùng cha khác mẹ của mình Cimon.
Loạn luân được Vergilius nhắc đến và phê phán trong cuốn sách Aeneis Book VI: hic thalamum invasit natae vetitosque hymenaeos; "Người này đã xông vào buồng của con gái mình và thực hiện một hành vi tình dục bị cấm".
Luật La Mã cấm hôn nhân cận huyết trong phạm vi 4 đời nhưng không có mức độ gần gũi liên quan đến hôn nhân. Luật La Mã cấm bất cứ cuộc hôn nhân nào giữa cha mẹ và con cái. Việc nhận con nuôi được coi là giống như mối quan hệ gần gũi với việc cha nuôi không thể kết hôn với một người con gái hoặc cháu gái nuôi ngay cả khi việc nhận con nuôi đã bị hủy bỏ. Các cuộc hôn nhân loạn luân bị coi thường và bị coi là "nefas" (chống lại luật pháp của các vị thần và con người) trong thời kỳ La Mã cổ đại. Trong năm 295, việc loạn luân đã bị cấm đoán với một sắc lệnh của hoàng đế, chia khái niệm incestus thành hai dạng không cân bằng với nhau: incestus iuris gentium được áp dụng cho cả người La Mã và người không phải người La Mã trong Đế chế, và incestus iuris civilis, chỉ áp dụng đến công dân La Mã. Do đó, một người Ai Cập có thể kết hôn với cô ruột của mình, nhưng một người La Mã thì không thể. Mặc dù hành vi loạn luân là không được chấp nhận được trong Đế quốc La Mã, có tin đồn rằng Hoàng đế La Mã Caligula đã có quan hệ tình dục với cả ba chị em của mình (Julia Livilla, Drusilla, và Agrippina con). Hoàng đế Claudius, sau khi tử hình vợ trước của mình, kết hôn với Agrippina con, con gái của anh trai, và thay đổi luật để cho phép hôn nhân như vậy, đáng lẽ ra là bất hợp pháp. Trong khi đó luật cấm kết hôn với con gái của chị gái vẫn được Claudius duy trì. Việc cấm loạn luân ở La Mã cổ đại được chứng minh bởi thực tế là các chính trị gia sẽ sử dụng tội loạn luân (thường là những cáo buộc gian dối) như một cách chế nhạo và một biện pháp tước quyền lực chính trị của các đối thủ.
Trong Thần thoại Bắc Âu, có các motif anh chị em ruột lấy nhau, một ví dụ rõ rệt nhất là hôn nhân giữa Njord và em gái kiêm vợ (có lẽ là Nerthus), sinh ra hai con Freyja và Freyr. Loki cũng đã buộc tội hai anh em Freyja và Freyr có quan hệ tình dục với nhau.

### Trong Kinh Thánh
Theo Sáng thế ký 20:12 của Kinh Thánh Hebrew, Thượng phụ Abraham và vợ ông, Sarah, là anh chị em ruột, cả hai đều là con của Terah, nhưng với các bà mẹ khác nhau. Theo 2 Samuel, Amnon, con của vua David, đã cưỡng hiếp em cùng cha khác mẹ, Tamar (2 Sa-mu-ên 13).
Trong Sáng thế ký 19:30-38, khi sống trong một khu vực bị cô lập sau khi thành Sodom và Gomorrah bị tàn phá, hai con gái của Lot đã âm mưu và quyến rũ cha mình do thiếu đàn bà để tiếp tục dòng dõi của ông. Vì tình trạng say xỉn, Lot đã "không nhận ra" đứa con lớn của mình, và đêm hôm sau ông lại ngủ cùng với đứa con gái thứ hai. (Sáng thế ký 19: 32-35)

### Các nguồn khác
Theo Sách Năm Toàn Xá, Cain cưới người em ruột Awan.

### Từ thời Trung Cổ trở đi

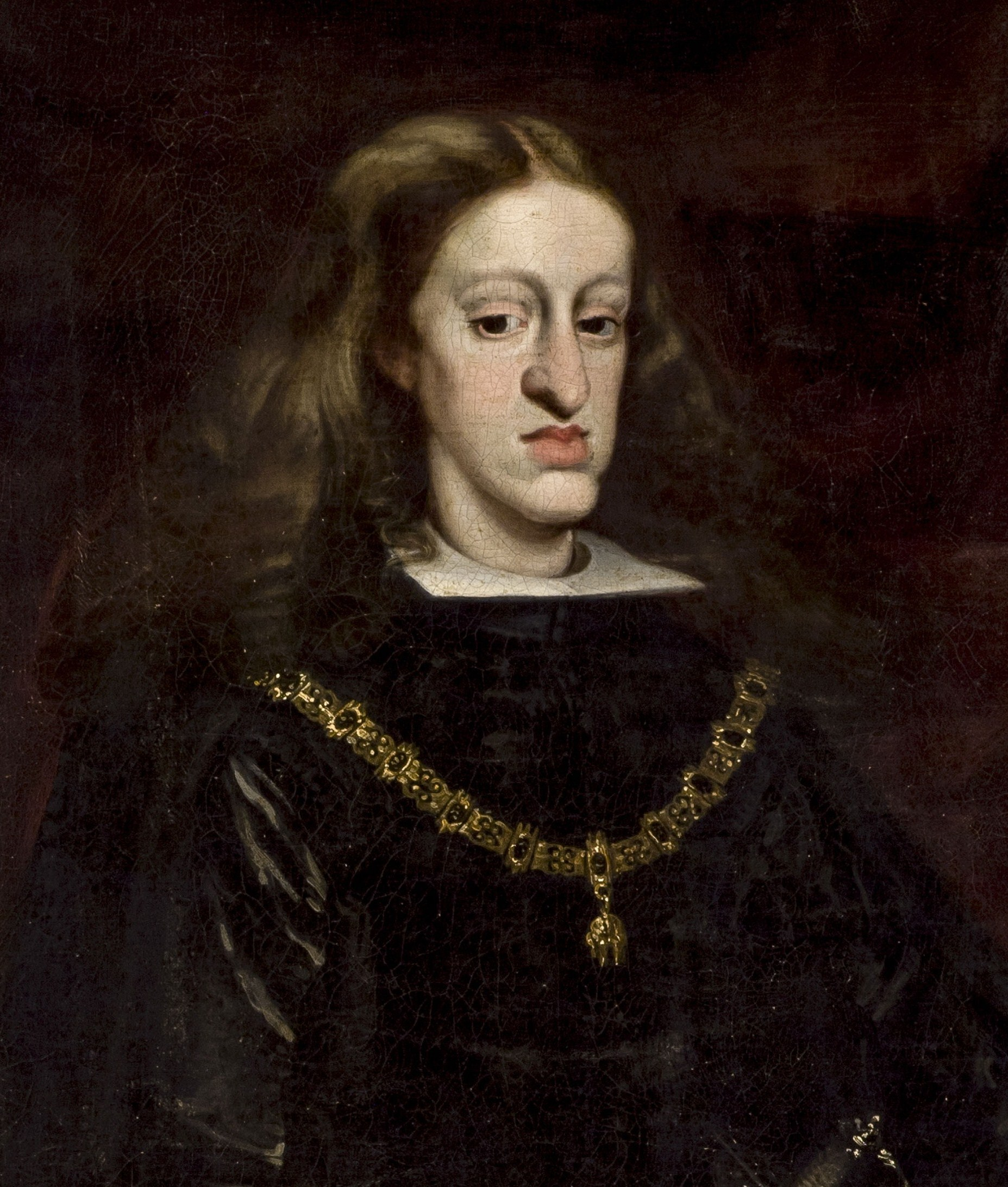
Carlos II của Tây Ban Nha khi sinh ra đã bị thiểu năng trí tuệ và kém phát triển thể chất vì hôn nhân cận huyết kéo dài hàng thế kỷ trong Gia tộc Habsburg

Nhiều quân chủ quốc gia châu Âu có họ hàng với nhau do các cuộc hôn nhân chính trị, dẫn đến đôi khi các con chú con bác con dì xa (và cả con chú con bác trực hệ) kết hôn. Điều này đặc biệt đúng trong các nhà Habsburg, Hohenzollern, Savoy và Bourbon. Tuy nhiên, mối quan hệ tình cảm giữa anh chị em ruột, vốn đã được chấp nhận trong các nền văn hoá khác, được cho là đáng ghê tởm. Ví dụ, khi Anne Boleyn và anh trai George Boleyn loạn luân, cả hai anh em đã bị hành quyết vào tháng 5 năm 1536.
Những cuộc hôn nhân cận huyết cũng tồn tại trong các gia tộc hoàng gia của Nhật Bản cổ đại, Triều Tiên, Inca Peru, Hawaii cổ đại, và đôi khi là Trung Phi, Mexico và Thái Lan. Giống như các pharaoh của Ai Cập cổ đại, các vua Inca đã kết hôn với các chị em của họ. Ví dụ: Huayna Capac là con trai của Topa Inca Yupanqui và em gái kiêm vợ của Inca.
Các cuộc hôn nhân giữa anh chị em đã được ghi nhận ở Nhật Bản cổ đại như cuộc hôn nhân của Thiên hoàng Bidatsu và em gái của ông, Hoàng hậu Suiko. Hoàng tử Nhật Bản Kinashi no Karu có quan hệ tình dục với em gái Karu no Ōiratsume, mặc dù hành động này được xem là ngu xuẩn. Để ngăn chặn ảnh hưởng của các họ khác, một người em cùng cha khác mẹ của vua Cao Ly Quang Tông đã trở thành vợ ông vào thế kỷ thứ X. Tên hoàng hậu này là Đại Mục Vương hậu. Cuộc hôn nhân giữa các anh chị em đã phổ biến ở Ai Cập trong thời kỳ La Mã như một số số liệu điều tra dân số đã cho thấy.
Ở bang Tamil Nadu vùng Nam Ấn Độ, phong tục tập quán phổ biến cho phép nam giới kết hôn với con gái của các chị em gái.

### Việt Nam
Trong lịch sử Việt Nam, nhà Trần khuyến khích hôn nhân nội tộc để tránh nạn ngoại thích. Theo thống kê, trong 175 năm tồn tại, nhà Trần đã diễn ra khoảng 35 cuộc hôn nhân nội tộc, trong đó có trường hợp vua Trần Anh Tông. Hiện nay, một số dân tộc thiểu số ở Việt Nam vẫn duy trì tục nối dây cũng là một hình thái phong tục tương tự.

## Tỷ lệ và thống kê
Loạn luân giữa người lớn và người dưới độ tuổi đồng ý quan hệ được coi là một hình thức lạm dụng tình dục trẻ em, đây là một trong những hình thức lạm dụng trẻ em cực đoan nhất; nó thường dẫn đến chấn thương tâm lý nghiêm trọng và lâu dài, đặc biệt là trong trường hợp loạn luân giữa con với bố mẹ. Tỷ lệ xuất hiện loạn luân rất khó để tổng hợp, nhưng nghiên cứu đã ước tính thấp hơn 1% dân số nói chung có ít nhất một liên hệ tình dục như vậy, với tỷ lệ dưới 0,1% có quan hệ tình dục hoặc có thử quan hệ tình dục nhưng chưa thành. Đối với phụ nữ, các nghiên cứu cho tỷ lệ ước tính lên đến 20%.
Loạn luân giữa cha và con gái trong nhiều năm là hình thức loạn luân liên tục xảy ra và được nghiên cứu kỹ càng nhất. Gần đây hơn, các nghiên cứu đã cho thấy rằng việc loạn luân giữa anh chị em ruột, đặc biệt là việc anh trai có quan hệ tình dục với em gái ruột là hình thức loạn luân phổ biến nhất, với một số nghiên cứu cho thấy loạn luân giữa anh chị em ruột xảy ra thường xuyên hơn các hình thức loạn luân khác. Một số nghiên cứu cho thấy những kẻ phạm tội vị thành niên lạm dụng anh chị em ruột thường chọn em ruột, lạm dụng nạn nhân trong một khoảng thời gian dài hơn, sử dụng bạo lực thường xuyên và nghiêm trọng hơn những người loạn luân khi trưởng thành và lạm dụng anh chị em ruột có tỷ lệ hành vi tình dục xâm nhập cao hơn việc loạn luân của cha lẫn cha dượng. Việc loạn luân của cha ruột và anh trai gây ra nhiều đau khổ và căng thẳng hơn so với loạn luân của cha dượng.

## Phân loại

### Giữa người lớn và trẻ em
Tình dục giữa một thành viên người lớn và một đứa trẻ trong cùng gia đình thường được coi là một hình thức lạm dụng tình dục trẻ em gọi là lạm dụng loạn luân trẻ em, và trong nhiều năm đã là hình thức loạn luân được báo cáo nhiều nhất. Tình dục giữa con gái với cha ruột hoặc cha dượng là hình thức thường xảy ra nhất của loạn luân giữa người lớn và trẻ em, thứ nhì là loạn luân của con với mẹ hoặc mẹ kế. Nhiều nghiên cứu nhận thấy rằng cha dượng thường có xu hướng loạn luân hơn cha đẻ. Một nghiên cứu các phụ nữ trưởng thành ở San Francisco ước tính rằng 17% phụ nữ bị cha dượng lạm dụng và 2% bị cha đẻ lạm dụng. Loạn luân giữa cha và con trai được báo cáo ít hơn, nhưng không rõ tỷ lệ thấp này là đúng hay không vì nhiều khả năng hình thức loạn luân này không được báo cáo đầy đủ. Tỷ lệ loạn luân giữa cha mẹ và con cái rất khó đánh giá do người trong cuộc giữ bí mật và không muốn mất tính riêng tư.
Trong một tin tức năm 1999, BBC tường thuật rằng, "Báo cáo cho thấy rằng cuộc sống gia đình gần gũi ở Ấn Độ che giấu việc lạm dụng tình dục của các thành viên trong gia đình đối với trẻ em và các bé gái vị thành niên Tổ chức RAHI của Delhi cho biết 76% người được hỏi trong cuộc khảo sát của họ đã bị ngược đãi khi họ còn nhỏ - 40% trong số họ bị chính thành viên trong gia đình ngược đãi."
Theo Trung tâm Nạn nhân Tội phạm Quốc gia, một tỷ lệ lớn hiếp dâm tại Hoa Kỳ do chính thành viên trong gia đình thực hiện:
Nghiên cứu cho thấy 46% trẻ em bị cưỡng hiếp là nạn nhân của các thành viên trong gia đình (Langan and Harlow, 1994). Phần lớn nạn nhân bị hiếp dâm ở Hoa Kỳ (61%) bị hãm hiếp trước 18 tuổi; Hơn nữa, 29% các vụ cưỡng hiếp xảy ra khi nạn nhân dưới 11 tuổi. 11% nạn nhân bị hiếp dâm bị cha hoặc cha dượng hãm hiếp, và 16% khác bị những người thân khác cưỡng hiếp.

Một nghiên cứu về các nạn nhân của loạn luân giữa cha và con gái trong thập niên 1970 cho thấy có những "đặc điểm chung" trong gia đình trước khi xảy ra loạn luân: sự lạnh nhạt giữa mẹ và con gái, tính gia trưởng của người cha và quá trình chuyển đổi một số trách nhiệm gia đình truyền thống từ mẹ sang con gái. Con gái lớn tuổi nhất và là con gái duy nhất có nhiều khả năng là nạn nhân của loạn luân dạng này. Nghiên cứu cũng cho rằng kinh nghiệm loạn luân gây hại cho người phụ nữ trong cuộc sống sau này, thường dẫn đến lòng tự trọng thấp, hoạt động tình dục không lành mạnh, khinh thường các phụ nữ khác và hàng loạt vấn đề về tình cảm khác.
Trẻ em là nạn nhân loạn luân khi lớn lên thường xuyên cảm thấy thiếu tự tin, hay gặp khó khăn trong mối quan hệ giữa các cá nhân, rối loạn chức năng tình dục, và có nguy cơ cao bị các rối loạn tâm thần, bao gồm trầm cảm, rối loạn lo âu, hội chứng sợ hãi, rối loạn dạng cơ thể, lạm dụng chất kích thích, rối loạn nhân cách ranh giới, và rối loạn căng thẳng sau chấn thương phức tạp. Nghiên cứu của Leslie Margolin chỉ ra rằng loạn luân mẹ con không gây ra một số phản ứng sinh học bẩm sinh, nhưng những ảnh hưởng tiêu cực này liên quan trực tiếp hơn đến các ý nghĩa của hành vi loạn luân đối với những người tham gia.
Nhà Goler tại Nova Scotia là một ví dụ cụ thể trong đó lạm dụng tình dục trẻ em dưới hình thức loạn luận ép buộc giữa người lớn với trẻ em và các anh chị em ruột với nhau đã xảy ra trong ít nhất ba thế hệ. Một số trẻ em nhà Goler là nạn nhân của sự lạm dụng tình dục của cha, mẹ, chú, bác, cô, dì, anh chị em ruột, anh chị em họ và với nhau. Khi bị cảnh sát thẩm vấn, một số người lớn thừa nhận đã tham gia vào nhiều hình thức hoạt động tình dục, và bao gồm cả giao hợp đầy đủ, nhiều lần với trẻ em. Mười sáu người lớn (cả nam và nữ) bị buộc tội hàng trăm cáo buộc loạn luân và lạm dụng tình dục trẻ em, một số trường hợp khi chúng chỉ mới 5 tuổi. Tháng 7 năm 2012, đã có 12 trẻ em được tách ra khỏi gia đình 'Colt' (tên bút danh) tại New South Wales, Australia, sau khi khám phá ra việc loạn luân kéo dài 4 thế hệ tại đây. Các nhân viên bảo vệ trẻ em và các nhà tâm lý học cho biết các cuộc phỏng vấn với trẻ em cho thấy rằng đây là nơi " cho phép tình dục miễn phí cho tất cả mọi người".
Ở Nhật Bản, có một quan niệm sai lầm phổ biến rằng việc loạn luân giữa mẹ và con trai là chuyện bình thường, vì cách thức nó được miêu tả trên báo chí và các phương tiện thông tin đại chúng. Theo Hideo Tokuoka, "Khi người Mỹ nghĩ về loạn luân, họ nghĩ đến bố và con gái, ở Nhật Bản người ta nghĩ đến mẹ và con trai" do giới truyền thông thông tin rất chi tiết về loạn luân mẹ và con trai tại Nhật. Một số nhà nghiên cứu phương Tây cho rằng loạn luân giữa mẹ và con trai là điều phổ biến ở Nhật Bản, tuy nhiên nghiên cứu về các thống kê nạn nhân từ cảnh sát và các hệ thống y tế đã cho thấy sự thật khác biệt; nó cho thấy đại đa số lạm dụng tình dục, bao gồm loạn luân, ở Nhật Bản là do nam giới lạm dụng các cô gái trẻ.

### Giữa anh em ruột/anh em họ
Loạn luân giữa các anh chị em ruột hoặc anh chị em họ trong lứa tuổi nhỏ được coi là rất phổ biến nhưng ít khi được báo cáo. Loạn luân giữa các anh chị em ruột hay họ trở thành lạm dụng tình dục giữa trẻ em với nhau khi nó xảy ra mà không được đồng tình, không bình đẳng, hoặc do đe dọa/bắt ép. Dạng loạn luân này được coi là dạng loạn luân phổ biến nhất trong họ hàng gần. Dạng loạn luân được báo cáo phổ biến nhất là lạm dụng tình dục của anh chị lớn tuổi hơn đối với em ruột/em họ. Một nghiên cứu năm 2006 cho thấy phần lớn người lớn bị ép loạn luân với anh chị em họ đã có các niềm tin "bị bóp méo" hoặc "gây khó chịu" (chẳng hạn như coi hành động loạn luân đó là "bình thường") cả về về kinh nghiệm của riêng họ và quan niệm về lạm dụng tình dục nói chung.
Loạn luân giữa các anh chị em ruột/họ phổ biến trong các gia đình mà có bố hoặc mẹ hoặc cả hai đều thường xuyên vắng nhà hoặc không gần gũi con cái. Khi đó các anh chị ưa bắt nạt sẽ sử dụng loạn luân như một hình thức thể hiện quyền lực với người em. Sự vắng mặt của người cha được coi là nhân tố chính trong hầu hết các trường hợp em gái bị anh ruột lạm dụng tình dục. Các ảnh hưởng xấu đến quá trình phát triển tuổi thơ lẫn các triệu chứng tâm lý khi trở thành người lớn của loạn luân giữa anh trai và em gái là tương tự các hậu quả của loạn luân giữa cha và con gái, bao gồm: lạm dụng chất kích thích, trầm cảm, khuynh hướng tự tử và rối loạn ăn uống.

### Giữa hai người lớn đồng thuận
Hoạt động tình dục giữa những người đã trưởng thành có quan hệ họ hàng gần gũi đôi khi được coi là hấp dẫn tình dục di truyền. Hình thức loạn luân này không được báo cáo rộng rãi, nhưng bằng chứng cho thấy rằng hành vi này diễn ra, có thể thường xuyên hơn nhiều so với những gì mọi người đã biết. Các phòng chat Internet và một số trang web chuyên đề đã được tạo ra cung cấp hỗ trợ cho các cặp vợ chồng loạn luân theo dạng này.
Người ủng hộ việc loạn luân giữa hai người lớn đồng thuận vạch rõ ranh giới rõ ràng giữa hành vi tình dục của những người trưởng thành đồng thuận và hãm hiếp, lạm dụng tình dục trẻ em và loạn luân mang tính lạm dụng. Tuy nhiên, thậm chí các mối quan hệ đồng thuận như vậy vẫn được phân loại là "loạn luân". James Roffee, một giảng viên cao cấp về tội phạm học tại Đại học Monash và cựu nhân viên về đáp ứng pháp lý đối với hoạt động tình dục gia đình ở Anh, xứ Wales, và Scotland thảo luận về cách Công ước Châu Âu về Quyền con người coi tất cả hành vi tình dục giữa người trong một gia đình là phạm tội, ngay cả khi tất cả các bên đồng thuận hoàn toàn và có kiến thức về mọi hậu quả có thể xảy ra. Ông cũng lập luận rằng việc sử dụng các công cụ ngôn ngữ đặc biệt của luật pháp làm cho người đọc hiểu rằng tất cả các hoạt động tình dục giữa người trong một gia đình là vô đạo đức và phạm tội hình sự, ngay cả khi tất cả các bên đều là người lớn và đồng thuận.
Theo một người có hành vi loạn luân đã được trích dẫn một bài báo trong The Guardian:
Bạn không thể chọn người bạn yêu, điều đó đơn giản là xảy ra. Tôi đã yêu em gái tôi và tôi không xấu hổ... Tôi chỉ cảm thấy tiếc cho mẹ và cha tôi, tôi ước họ có thể hạnh phúc cho chúng tôi. Chúng tôi yêu nhau. Không giống như một lão già đang cố gắng để hiếp đứa trẻ mới ba tuổi, đó là điều xấu xa và kinh tởm... Tất nhiên chúng tôi đồng thuận làm chuyện đó, đó là điều quan trọng nhất. Chúng tôi không phải là những kẻ đồi bại. Những gì chúng tôi đang có là điều đẹp nhất trên thế giới.

Trong một bài viết ở tạp chí Slate, William Saletan đã đưa ra một mối quan hệ pháp lý giữa tình dục đồng giới và loạn luân đồng thuận giữa những người trưởng thành. Năm 2003, Thượng nghị sĩ Hoa Kỳ Rick Santorum đã bình luận trong một bài viết về trường hợp Tòa án Tối cao Hoa Kỳ đang treo xử lý liên quan đến các luật về quan hệ tình dục với súc vật (chủ yếu là vấn đề quyền Hiến pháp về Bảo mật và Bảo vệ Bình đẳng theo Luật) như sau:
"Nếu Tòa án Tối cao nói rằng bạn có quyền được phép có quan hệ tình dục trong nhà của bạn, thì bạn có quyền được đa thê, bạn có quyền được đa phu, bạn có quyền loạn luân, bạn có quyền ngoại tình."

Saletan cho rằng về mặt pháp lý và đạo đức, về cơ bản không có sự khác biệt giữa hai trường hợp trên, và tiếp tục ủng hộ sự loạn luân đồng thuận giữa những người trưởng thành được bảo vệ bằng một quyền riêng tư theo luật pháp.

#### Giữa cháu và cô dì chú bác
Ở Hà Lan, lấy cháu trai hoặc cháu gái của mình là hợp pháp, nhưng chỉ khi có sự cho phép của chính phủ Hà Lan, do nguy cơ có thể có các khiếm khuyết di truyền trong số con cái được sinh ra. Các cuộc hôn nhân của cô dì chú bác lấy các cháu mình thường xảy ra trong số những người nhập cư ngoại quốc. Vào tháng 11 năm 2008, Viện Khoa học của Đảng Dân chủ Thiên chúa giáo (CDA) tuyên bố rằng họ muốn cấm hôn nhân dạng này.
Quan hệ tình dục giữa người lớn (người từ 18 tuổi trở lên) luôn luôn là hợp pháp ở Hà Lan và Bỉ, ngay cả trong số các thành viên trong gia đình có quan hệ họ hàng gần. Hành vi tình dục giữa một thành viên người lớn với trẻ vị thành niên trong gia đình là bất hợp pháp, mặc dù chúng không được xếp loại là loạn luân, nhưng vì lý do lạm dụng thẩm quyền như người lớn đối với trẻ vị thành niên, tương tự với hành vi lạm dụng tình dục của một giáo viên, huấn luyện viên, hoặc cha xứ.
Ở Florida, quan hệ tình dục đồng giới lớn với một người được biết đến là dì, chú, cháu gái hoặc cháu trai của bạn là một trọng án ở mức độ ba. Các tiểu bang khác cũng thường cấm hôn nhân giữa các quan hệ họ hàng trên. Tính hợp pháp của quan hệ tình dục với con cô con bác hoặc con dì khác nhau theo từng tiểu bang.
Tại Vương quốc Anh, loạn luân chỉ bao gồm quan hệ tình dục với cha mẹ, ông bà, con hoặc anh chị em ruột, nhưng hành vi phạm tội "quan hệ tình dục với người lớn" mới được đưa ra gần đây đã mở rộng đến cả những người anh chị em con cô con cậu con dì, chú bác, dì, cháu trai và cháu gái. Thuật ngữ "loạn luân" vẫn được sử dụng rộng rãi trong văn hoá đại chúng để mô tả bất kỳ hình thức hoạt động tình dục nào với người có họ hàng.

#### Giữa hai người lớn đồng thuận có họ hàng gần
Trường hợp công khai nhất mối quan hệ tình dục có đồng thuận giữa hai người lớn là anh chị em trong những năm gần đây là trường hợp của 2 anh em ruột từ Đức, Patrick Stübing và Susan Karolewski. Vì hành vi bạo lực của cha mình, Patrick đã được cha mẹ nuôi đón về vào năm 3 tuổi và đã nhận nuôi sau đó. Ở tuổi 23, anh biết về cha mẹ đẻ của mình, liên lạc với mẹ, gặp bà và em gái 16 tuổi Susan lần đầu tiên. Patrick ngay lập tức đã chuyển tới gia đình ruột của mình sau đó. Sau 6 tháng kể từ khi người mẹ chết đột ngột, hai anh em đã gần gũi nhau, và có con đầu lòng với nhau vào năm 2001. Đến năm 2004, họ có bốn người con với nhau: Eric, Sarah, Nancy, và Sofia. Bản chất công khai của mối quan hệ của họ, và các vụ truy tố lặp đi lặp lại, và thậm chí án tù cho họ đã khiến nhiều người Đức phải đặt câu hỏi việc loạn luân có đồng thuận giữa hai người trưởng thành có đáng phải bị trừng phạt hay không. Một bài báo viết về họ trên Der Spiegel nói rằng cặp đôi này hạnh phúc bên nhau. Theo hồ sơ tòa án, ba đứa con đầu tiên của họ có khuyết tật về thể chất và tinh thần, và đã được đưa vào khu chăm sóc nuôi dưỡng đặc biệt. Vào tháng 4 năm 2012, tại Tòa án Nhân quyền châu Âu, Patrick Stübing thua kiện khi cho rằng sự kết án đã vi phạm quyền riêng tư của mình đối với cuộc sống và gia đình. Vào ngày 24 tháng 9 năm 2014, Hội đồng Đạo đức Đức đã khuyến cáo rằng chính phủ bãi bỏ các đạo luật phạm tội loạn luân giữa hai người, cho rằng những lệnh cấm như vậy ảnh hưởng đến công dân.
Một số xã hội phân biệt loạn luân giữa anh chị em ruột và loạn luân giữa anh chị em con cô con bác con dì. Trong xã hội cổ đại, hôn nhân giữa anh chị em ruột thịt và hôn nhân giữa anh chị em con cô con bác con dì đều đã xảy ra.

#### Các quan hệ con cô con bác con cậu con dì

Saddam Hussein lấy vợ Sajida Talfah là con cô con bác.

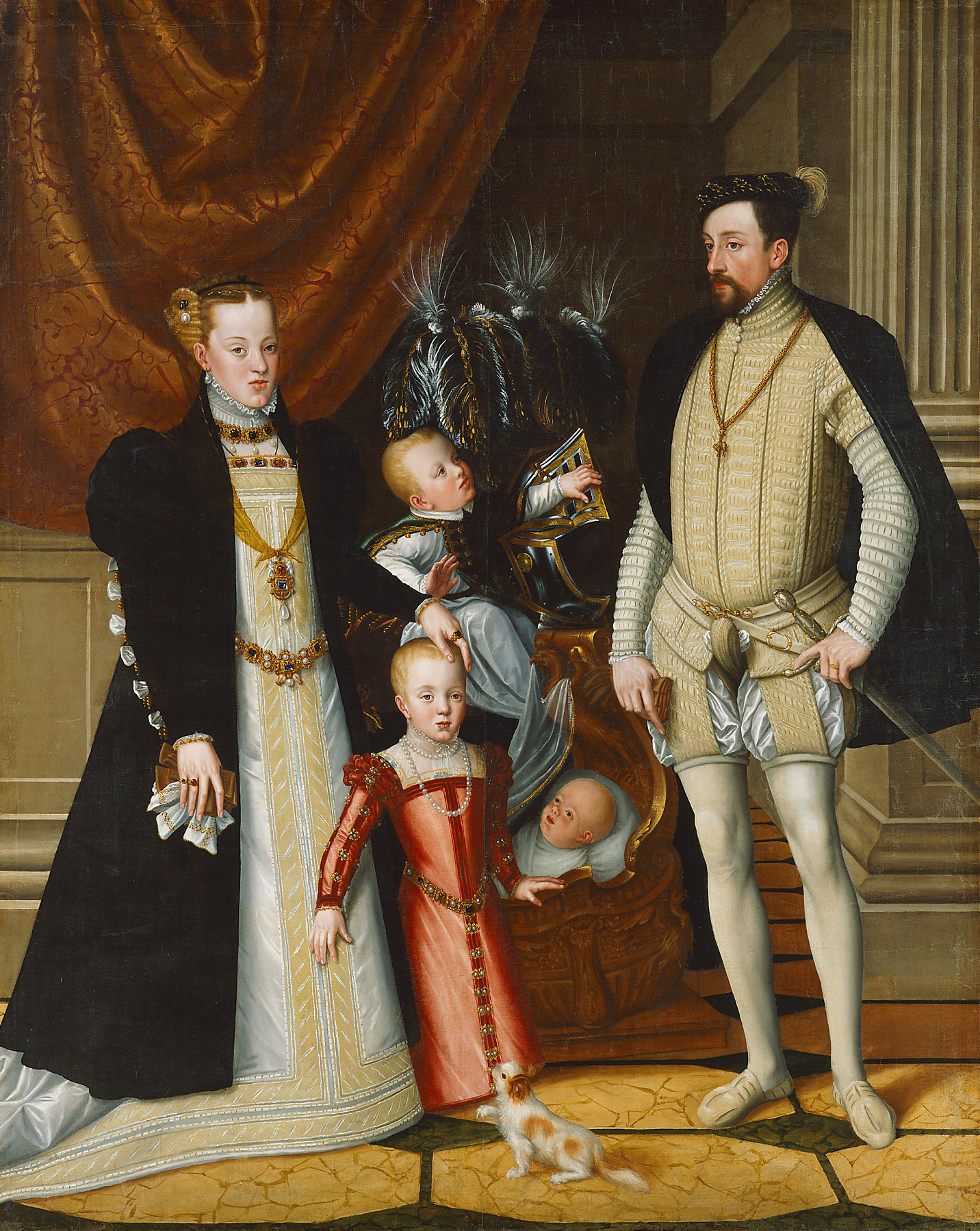
Maximilian II của Thánh chế La Mã lấy người em con cô con bác Maria của Tây Ban Nha.

Hôn nhân và quan hệ tình dục giữa các con cô con bác con cậu con dì bị coi là loạn luân trong một số nền văn hóa, nhưng đã xảy ra ở nhiều nơi trên thế giới. Hiện tại, 24 tiểu bang Hoa Kỳ cấm hôn nhân dạng này, và 7 tiểu bang khác cho phép nhưng chỉ trong những trường hợp đặc biệt.
Vương quốc Anh cho phép cả hôn nhân lẫn quan hệ tình dục giữa các con cô con bác con cậu con dì.
Ở một số xã hội không thuộc phương Tây, kết hôn giữa những người họ hàng có gen sinh học gần nhau chiếm xấp xỉ 20% đến 60% tổng số hôn nhân.
Hôn nhân giữa họ hàng anh em con chú con bác mức đầu tiên và thứ hai là hiếm, chiếm dưới 1% số cuộc hôn nhân ở Tây Âu, Bắc Mỹ và Châu Đại Dương, trong khi tỷ lệ này lên tới 9% ở Nam Mỹ, Đông Á và Nam Âu và khoảng 50% ở các vùng Trung Đông, Bắc Phi và Nam Á. Các cộng đồng như Dhond và Bhittani ở Pakistan ưa chuộng các hôn nhân giữa người anh em họ với niềm tin là chúng sẽ đảm bảo độ tinh khiết của dòng tộc, giúp vợ chồng hiểu nhau kỹ hơn, và đảm bảo rằng tài sản phụ hệ sẽ không rơi vào tay của "người ngoài". Các cuộc hôn nhân giữa hai người anh em họ được ưu tiên trong dòng tộc Yanomami của Brazil Amazonia, và đây chỉ là một trong số nhiều xã hội bộ tộc khác được các nhà nhân loại học xác định.
Có một số nền văn hóa ở Châu Á kỳ thị hôn nhân anh em họ, trong một số trường hợp, thậm chí hôn nhân giữa anh em họ thứ hai hoặc những người có quan hệ họ hàng xa hơn. Điều này đặc biệt đúng trong văn hóa của Hàn Quốc. Ở Hàn Quốc, trước năm 1997, bất kỳ ai có cùng họ và tộc đều bị cấm kết hôn. Do luật này được coi là vi hiến, Hàn Quốc hiện chỉ cấm tối đa anh em họ thứ ba (xem Điều 809 Bộ luật Dân sự Hàn Quốc). Văn hóa Hmong cấm kết hôn của bất kỳ ai có cùng họ - làm như vậy sẽ bị cả cộng đồng xa lánh và họ thường bị tước bỏ họ của mình. Một số cộng đồng Ấn Độ giáo ở Ấn Độ cấm hôn nhân anh em họ.
Trong một đánh giá của 48 nghiên cứu về trẻ em được sinh ra từ các cặp vợ chồng là anh chị em họ, tỷ lệ dị tật bẩm sinh cao gấp đôi so với các cặp không cùng quan hệ: 4% đối với các cặp anh em họ so với 2% đối với dân số chung.

#### Định nghĩa thông qua hôn nhân
Một số nền văn hóa bao gồm quan hệ họ hàng bằng hôn nhân trong loạn luân bị cấm; các mối quan hệ được gọi là mối quan hệ (affirnity) chứ không phải là quan hệ bà con (consanguinity). Ví dụ, câu hỏi về tính hợp pháp và đạo đức của một người đàn ông góa vợ muốn kết hôn với em gái của người vợ đã qua đời của mình là chủ đề của cuộc tranh luận gay gắt và kéo dài ở Vương quốc Anh vào thế kỷ 19, trong đó có Matthew Boulton  và Charles La Trobe. Các cuộc hôn nhân lần lượt được thực hiện ở Scotland và Thụy Sĩ, nơi chúng hợp pháp. Ở châu Âu thời trung cổ, việc đứng lên làm cha mẹ đối với một đứa trẻ cũng tạo ra một mối quan hệ thân thuộc. [ cần dẫn nguồn ] Nhưng trong các xã hội khác, anh chị em của vợ / chồng đã qua đời được coi là người lý tưởng để kết hôn. Kinh thánh tiếng Do Thái cấm một người đàn ông kết hôn với người vợ góa của anh trai mình, ngoại trừ trường hợp nếu anh trai anh ta chết mà không có con, thay vào đó, người đàn ông phải kết hôn với người vợ góa của anh trai mình để "sinh sản cho giống anh ta" (theo Deuteronomy 25:5–6). Một số xã hội từ lâu đã thực hành chế độ đa thê, một hình thức đa phu thê, trong đó một người đàn ông kết hôn với nhiều người vợ là chị em của nhau (mặc dù không có quan hệ họ hàng gần).
Trong luật Hồi giáo, việc kết hôn giữa những người có quan hệ huyết thống gần gũi như cha mẹ, cha mẹ vợ, cha mẹ chồng, anh chị em ruột, anh chị em riêng, con của anh chị em, cô dì chú bác bị cấm, trong khi anh em họ thứ nhất hoặc thứ hai có thể kết hôn. Kết hôn với người vợ góa của anh trai, hoặc em gái của người vợ đã qua đời hoặc đã ly hôn cũng được cho phép.

## Giao phối cận huyết
Con cái của các cặp bố mẹ có quan hệ sinh học có thể chịu tác động của giao phối cận huyết. Những đứa con như vậy có khả năng bị dị tật bẩm sinh cao hơn (xem Hệ số quan hệ) vì nó làm tăng tỷ lệ hợp tử đồng hợp tử đối với các alen lặn có hại sinh ra các rối loạn này  (xem Bệnh trầm cảm cận huyết). Bởi vì hầu hết các alen như vậy rất hiếm trong quần thể, không chắc rằng hai người kết hôn không có quan hệ huyết thống đều là người mang gen dị hợp tử. Tuy nhiên, bởi vì những người họ hàng gần có chung một phần lớn các alen của họ, xác suất để bất kỳ alen nào hiếm gặp như vậy có mặt trong tổ tiên chung sẽ được thừa hưởng từ cả bố và mẹ có liên quan sẽ tăng lên đáng kể so với các cặp vợ chồng không lai. Trái với suy nghĩ thông thường, giao phối cận huyết không làm thay đổi tần số alen mà ngược lại, làm tăng tỷ lệ tương đối giữa các thể đồng hợp tử với dị hợp tử. Điều này có hai tác động trái ngược nhau.
- Trong ngắn hạn, bởi vì loạn luân sinh sản tăng zygosity, alen lặn có hại sẽ thể hiện bản thân thường xuyên hơn, dẫn đến sự gia tăng sẩy thai của hợp tử, tử vong chu sinh, và con cái sau khi sinh với dị tật bẩm sinh.
- Tuy nhiên, về lâu dài, do sự tiếp xúc của các alen lặn có hại đối với chọn lọc tự nhiên ngày càng nhiều, tần số của chúng giảm nhanh hơn trong quần thể cận huyết, dẫn đến một quần thể "khỏe mạnh hơn" (với ít alen lặn có hại hơn).

Hai người có quan hệ họ hàng càng gần thì hợp tử càng cao và do đó cái giá sinh học phải trả của giao phối cận huyết càng nghiêm trọng. Thực tế này có thể giải thích tại sao giao phối cận huyết giữa những người họ hàng gần, chẳng hạn như anh chị em ruột, ít phổ biến hơn giao phối cận huyết giữa anh em họ.
Ngoài ra còn có thể có những ảnh hưởng có hại khác ngoài những ảnh hưởng do bệnh lặn. Do đó, các hệ thống miễn dịch tương tự có thể dễ bị các bệnh truyền nhiễm hơn (xem Phức hợp tương hợp mô chính và lựa chọn giới tính).
Một nghiên cứu năm 1994 cho thấy tỷ lệ tử vong dư thừa trung bình khi giao phối cận huyết giữa những người anh em họ đầu tiên là 4,4%. Con cái của các công đoàn cha mẹ - con cái hoặc anh chị em ruột có nguy cơ cao hơn so với các công đoàn anh chị em họ. Các nghiên cứu cho rằng 20-36% những đứa trẻ này sẽ chết hoặc bị tàn tật nặng do giao phối cận huyết. [32] Một nghiên cứu trên 29 con cái do loạn luân giữa anh trai-em gái hoặc cha-con gái cho thấy 20 đứa con sinh ra có bất thường bẩm sinh, trong đó có bốn con do nguyên nhân trực tiếp của alen lặn trên NST thường.

## Luật pháp
Luật liên quan đến hoạt động tình dục giữa những người thân ruột thịt khác nhau đáng kể giữa các khu vực pháp lý, và tùy thuộc vào loại hoạt động tình dục và bản chất của mối quan hệ gia đình của các bên liên quan, cũng như độ tuổi và giới tính của các bên. Luật cấm loạn luân có thể mở rộng đến các hạn chế về quyền kết hôn, quyền này cũng khác nhau giữa các khu vực tài phán. Hầu hết các khu vực pháp lý đều cấm các cuộc hôn nhân giữa cha mẹ-con cái và anh chị em, trong khi những khu vực khác cũng cấm các cuộc hôn nhân anh em họ và chú-cháu gái và dì-cháu. Ở hầu hết các nơi, loạn luân là bất hợp pháp, bất kể độ tuổi của hai đối tác. Ở các quốc gia khác, cho phép các mối quan hệ loạn luân giữa những người trưởng thành đồng ý (với độ tuổi thay đổi theo địa điểm), bao gồm ở Hà Lan, Pháp, Slovenia và Tây Ban Nha. Thụy Điển là quốc gia duy nhất cho phép kết hôn giữa anh chị em cùng cha khác mẹ và họ phải nhờ sự tư vấn của chính phủ trước khi kết hôn.
Mặc dù tính hợp pháp của tội loạn luân đồng thuận khác nhau giữa các quốc gia, nhưng tấn công tình dục đối với người thân thường được coi là một tội rất nghiêm trọng. Trong một số hệ thống pháp luật, việc thủ phạm là họ hàng gần của nạn nhân tạo thành một tình tiết tăng nặng trong trường hợp phạm tội tình dục như hiếp dâm và thực hiện hành vi tình dục với trẻ vị thành niên - đây là trường hợp ở Romania.

### Việt Nam
Khoản 12, 13 điều 8 Luật hôn nhân và gia đình Việt Nam năm 2000 quy định:
1. Những người cùng dòng máu về trực hệ là cha-mẹ đối với con; ông-bà đối với cháu nội và cháu ngoại
2. Những người có họ trong phạm vi ba đời là những người cùng một gốc sinh ra: cha mẹ là đời thứ nhất; anh chị em cùng cha mẹ, cùng cha khác mẹ, cùng mẹ khác cha là đời thứ hai; anh chị em con chú con bác, con cô con cậu, con dì là đời thứ ba.

Điều 10 Luật hôn nhân và gia đình này cũng quy định các trường hợp cấm kết hôn:
.....
3. Giữa những người cùng dòng máu về trực hệ; giữa những người có họ trong phạm vi ba đời
4. Giữa cha, mẹ nuôi với con nuôi; giữa người đã từng là cha, mẹ nuôi với con nuôi, cha chồng với con dâu, mẹ vợ với con rể, cha dượng với con riêng của vợ, mẹ kế với con riêng của chồng
....
Điều 184 Bộ luật Hình sự năm 2015 (sửa đổi bổi sung năm 2017) của Việt Nam quy định khung hình phạt đối với tội loạn luân là:
Người nào giao cấu với người mà biết rõ người đó cùng dòng máu về trực hệ, là anh chị em cùng cha mẹ, anh chị em cùng cha khác mẹ hoặc cùng mẹ khác cha, thì bị phạt tù từ 01 năm đến 05 năm.

## Quan điểm tôn giáo

### Do Thái giáo
Theo kinh Torah, theo Leviticus 18, "con cái của Israel" - đàn ông và phụ nữ Israel như nhau - bị cấm quan hệ tình dục giữa những người "gần họ hàng" (câu 6), những người được định nghĩa là:
- Cha mẹ và con cái (câu 7)
- Anh chị em cùng cha khác mẹ (câu 9, 11). Các mối quan hệ giữa những mối quan hệ này đặc biệt đơn lẻ vì một lời nguyền trong Phục truyền luật lệ ký 27, và chúng thuộc hai loại quan hệ loạn luân duy nhất nằm trong số các mối quan hệ đặc biệt đơn lẻ — với các mối quan hệ đặc biệt đơn lẻ khác là những mối quan hệ không loạn luân phản bội gia đình (xem câu 20) và thú tính (xem câu 21)
- Ông bà và cháu (câu 10)
- Dì và cháu, chú và cháu gái, v.v. (câu 12–14).[126] Mối quan hệ giữa những mối quan hệ này là loại mối quan hệ thứ hai đặc biệt được chỉ ra vì một lời nguyền trong Phục truyền luật lệ ký 27, và những ví dụ rõ ràng về con rể và mẹ vợ (câu 23) dùng để nhắc nhở dân Israel rằng cha mẹ- vợ chồng cũng (hoặc ít nhất cũng phải là) cô dì chú bác của con rể:

Và Môi-se truyền lệnh cho con cái Israel theo lời CHÚA phán rằng: 'Chi phái con trai Giô-sép nói đúng. Đây là điều mà CHÚA đã truyền cho các con gái của Zelophehad, rằng: Hãy để họ kết hôn với người mà họ cho là tốt nhất; chỉ trong gia đình của bộ tộc cha họ họ mới được kết hôn. Con cái Israel sẽ không bị loại bỏ từ bộ tộc này sang bộ tộc khác; vì con cái Israel sẽ phân chia mỗi người làm sản nghiệp của chi phái tổ phụ mình. Và mọi người con gái, có quyền thừa kế trong bất kỳ chi phái nào của con cái Israel, sẽ làm vợ cho một trong những gia đình thuộc chi tộc của cha mình, hầu cho con cái Israel có thể sở hữu cơ nghiệp của tổ phụ mình. Vì vậy, sẽ không có quyền thừa kế nào được chuyển từ bộ tộc này sang bộ tộc khác; vì các chi tộc của con cái Israeln sẽ phân chia mỗi người cho cơ nghiệp riêng của mình. ' Ngay cả như CHÚA đã truyền lệnh cho Môi-se, các con gái của Zelophehad cũng vậy. Đối với Mahlah, Tirzah và Hoglah, Milcah và Noah, các con gái của Zelophehad, đã kết hôn với con trai của anh em của cha họ. (Leviticus 18:12–14)
Mối quan hệ loạn luân được coi là rất nghiêm trọng giữa chillulim HaShem, những hành vi mang lại sự hổ thẹn cho danh Chúa, cùng với những mối quan hệ bị cấm đoán khác được đề cập trong Lê-vi Ký 18, có thể bị trừng phạt bằng cái chết như được quy định trong Leviticus 20.
Vào thế kỷ thứ 4 trước Công nguyên, Soferim (những người ghi chép) đã tuyên bố rằng có những mối quan hệ mà trong đó hôn nhân cấu thành tội loạn luân, ngoài những mối quan hệ được đề cập trong Torah. Những mối quan hệ bổ sung này được gọi là giây (tiếng Do Thái: sheniyyot), và bao gồm vợ của ông nội và cháu trai của một người đàn ông. Các giáo sĩ Do Thái cổ điển cấm kết hôn giữa một người đàn ông và bất kỳ giây nào trong số những giây này của anh ta, trên cơ sở rằng làm như vậy sẽ hoạt động như một biện pháp bảo vệ chống lại việc vi phạm các quy tắc loạn luân trong Kinh thánh, mặc dù đã có cuộc tranh luận không hồi kết về chính xác các giới hạn nên có. định nghĩa của giây.
Các cuộc hôn nhân bị cấm trong kinh Torah (ngoại trừ hôn nhân chú-cháu) được các giáo sĩ Do Thái thời Trung cổ coi là không hợp lệ - như thể chúng chưa từng xảy ra; Bất kỳ đứa trẻ nào được sinh ra bởi một cặp vợ chồng như vậy đều bị coi là con hoang theo luật Do Thái, và họ hàng của người phối ngẫu không bị coi là quan hệ bị cấm đối với một cuộc hôn nhân xa hơn. Mặt khác, những mối quan hệ bị cấm do được coi là giây, v.v., bị coi là xấu xa, nhưng vẫn có giá trị; trong khi họ có thể đã gây áp lực để một cặp vợ chồng ly hôn như vậy, bất kỳ đứa con nào của công đoàn vẫn được coi là hợp pháp.

### Kitô giáo
Giáo hội Công giáo coi loạn luân là tội chống lại Bí tích Hôn phối. Đối với Giáo hội Công giáo, trung tâm của sự vô luân của tội loạn luân là sự băng hoại và xáo trộn các mối quan hệ gia đình đúng đắn. Những mối quan hệ rối loạn này có đặc điểm đặc biệt nghiêm trọng và vô đạo đức khi nó trở thành lạm dụng tình dục trẻ em.
Như Sách Giáo lý của Giáo hội Công giáo nói rằng:
2388 Loạn luân chỉ quan hệ thân mật giữa họ hàng hoặc vợ chồng trong mức độ cấm kết hôn giữa họ. Thánh Phao-lô bêu xấu điều đặc biệt nghiêm trọng này: 'Người ta cho rằng trong anh em có sự vô luân... vì một người đang sống với vợ của cha mình.... Nhân danh Chúa Jêsus... bạn phải giao người này cho Sa-tan vì xác thịt bị hủy diệt.... ' Loạn luân làm hỏng các mối quan hệ gia đình và đánh dấu sự thoái trào đối với thú tính.
2389 Liên quan đến loạn luân là bất kỳ hành vi lạm dụng tình dục nào do người lớn gây ra đối với trẻ em hoặc thanh thiếu niên được giao cho họ chăm sóc. Hành vi phạm tội được kết hợp bởi sự tổn hại tai tiếng gây ra cho sự toàn vẹn về thể chất và đạo đức của người trẻ, những người sẽ vẫn còn vết sẹo do nó suốt đời; và vi phạm trách nhiệm đối với sự giáo dục của họ.
Sách Lời nguyện chung của Hiệp thông Anh giáo cho phép các cuộc hôn nhân lên đến và bao gồm cả anh em họ con chú con bác con cô con dì.

### Hồi giáo
Kinh Qur'an đưa ra các quy tắc cụ thể liên quan đến loạn luân, cấm một người đàn ông kết hôn hoặc quan hệ tình dục với:
- vợ của bố anh ấy [135] (mẹ anh ấy,[136] hoặc mẹ kế [137]), mẹ vợ anh ấy, một người phụ nữ mà anh ấy đã nuôi dưỡng, thậm chí cả con của người phụ nữ này [136]
- em gái của cha mẹ (dì),[136]
- em gái của anh ấy, em gái cùng cha khác mẹ của anh ấy, một người phụ nữ đã được nuôi dưỡng từ cùng một người phụ nữ với anh ấy, chị dâu của anh ấy (em gái của vợ) khi vẫn còn kết hôn. Mối quan hệ một nửa cũng thiêng liêng như mối quan hệ trọn vẹn.[136]
- cháu gái của anh ấy (con của anh chị em ruột),[136]
- con gái ông, con gái riêng của ông (nếu cuộc hôn nhân với mẹ cô đã được viên mãn), con dâu của ông.[136]

Hôn nhân anh em họ được ủng hộ trong kinh sách Hồi giáo và phổ biến ở Trung Đông.
Mặc dù Hồi giáo cho phép hôn nhân anh em họ, có những người Hadith do Muhammad kêu gọi giữ khoảng cách với hôn nhân của họ hàng.

### Hỏa giáo
Ở Ba Tư cổ đại, loạn luân giữa anh em họ là một đức tính tốt đẹp mặc dù theo một số nguồn, loạn luân được cho là liên quan đến cha mẹ-con cái hoặc anh chị em. Dưới thời hoàng gia Zoroastrianism, các giáo sĩ và dân thường thực hành loạn luân, mặc dù mức độ của lớp sau này là không rõ. Truyền thống này được gọi là Xwedodah  (Avestan). Truyền thống được coi là thiêng liêng đến mức chất lỏng cơ thể do một cặp vợ chồng loạn luân tiết ra được cho là có khả năng chữa bệnh. Ví dụ, Vendidad khuyên những người mang xác chết nên thanh lọc bản thân bằng hỗn hợp nước tiểu của một cặp vợ chồng loạn luân đã kết hôn. Friedrich Nietzsche, trong cuốn sách Sự ra đời của bi kịch, đã trích dẫn rằng trong số những người Zoroastrian, một linh mục khôn ngoan chỉ được sinh ra bởi Xvaetvadatha.
Xvaetvadatha đã được thực hành ở mức độ nào ở Sasanian Iran và trước đây, đặc biệt là bên ngoài các gia đình hoàng gia và quý tộc ("loạn luân triều đại") và, có lẽ, các giáo sĩ, và liệu các thực hành được quy định với họ có thể được coi là đặc trưng của dân số nói chung hay không. thông thoáng. Còn thiếu gia phả và tài liệu điều tra về tần suất của Xvaetvadatha. Tuy nhiên, bằng chứng từ Dura-Europos, kết hợp với bằng chứng của các nguồn Do Thái và Thiên chúa giáo trích dẫn các trường hợp thực tế dưới thời người Sasanians, củng cố bằng chứng của các văn bản Zoroastrian. Trong văn học Zoroastrian thời kỳ hậu Sasanian, Xvaetvadatha được cho là ám chỉ các cuộc hôn nhân giữa anh em họ, vốn luôn tương đối phổ biến. Người ta quan sát thấy rằng những hành vi loạn luân như vậy nhận được rất nhiều sự tôn vinh như một thực hành tôn giáo và, ngoài việc bị người nước ngoài lên án (mặc dù độ tin cậy của những lời buộc tội này còn nghi ngờ vì những lời buộc tội loạn luân là một cách phổ biến để bôi nhọ các nhóm khác), được coi là một thách thức lớn bởi chính những người đề xướng nó, với các tài khoản cho thấy rằng bốn lần giao cấu được coi là một thành tựu hiếm hoi xứng đáng được cứu rỗi vĩnh viễn. Có ý kiến cho rằng vì thực hiện quan hệ loạn luân là một thách thức cá nhân lớn, dường như đáng ghê tởm ngay cả đối với những người theo đạo Hỏa giáo thời đó, nên nó phục vụ như một tín hiệu trung thực về cam kết và sự tận tâm với lý tưởng tôn giáo.

### Ấn Độ giáo
Rigveda coi loạn luân là "xấu xa". Ấn Độ giáo nói về loạn luân bằng những thuật ngữ ghê tởm. Những người theo đạo Hindu tin rằng có cả nghiệp quả và tác hại thực tế của loạn luân và do đó thực hành các quy tắc nghiêm ngặt của cả nội sản và ngoại tộc, liên quan đến gia phả (gotra) hoặc huyết thống (Pravara). Hôn nhân theo kiểu gotra (hôn nhân swagotra) bị cấm theo quy tắc exogamy trong hệ thống hôn nhân truyền thống. Những người trong gotra được coi là họ hàng và kết hôn với một người như vậy sẽ bị coi là loạn luân. Kết hôn với anh em họ nội (một dạng quan hệ loạn luân anh em họ song song) bị nghiêm cấm.
Mặc dù nhìn chung cuộc hôn nhân giữa những người có gothra giống nhau đều bị cấm, cách này được xác định có thể thay đổi trong khu vực. Tùy thuộc vào văn hóa và đẳng cấp của người dân trong khu vực, hôn nhân có thể được hạn chế tối đa là bảy thế hệ gothra của cha, mẹ, và bà ngoại. Ở một số vùng nông thôn, việc kết hôn bị cấm trong cùng một cộng đồng địa phương chỉ được phép với những người ngoài cộng đồng, vì họ coi một làng nhỏ như anh chị em trong một gia đình lớn. Các quy tắc này được thực thi nghiêm ngặt và đôi khi một cặp đôi vi phạm chúng sẽ bị trừng phạt thô bạo.

## Động vật

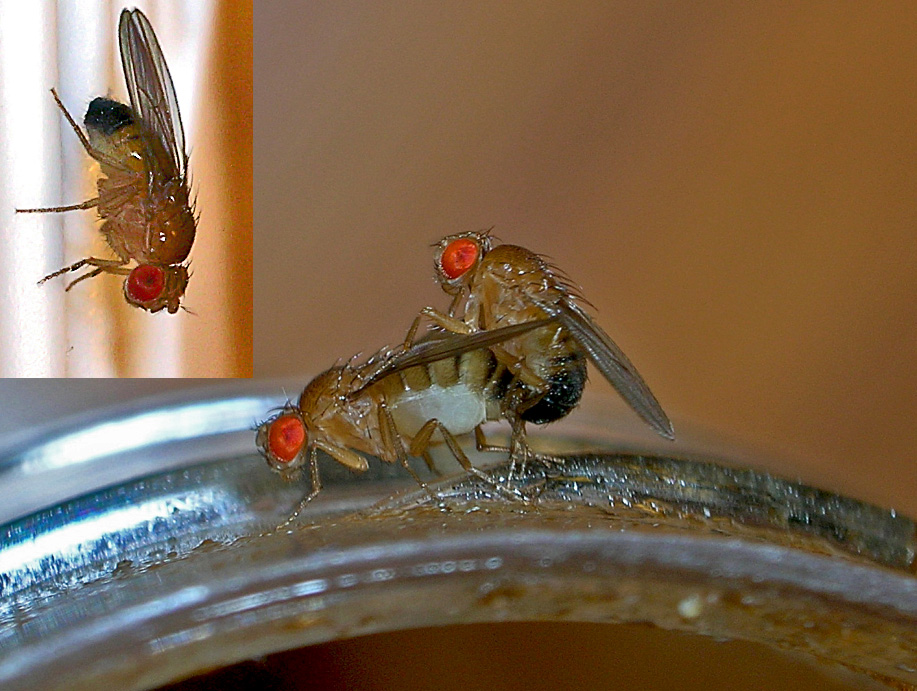
Những con ruồi giấm thông thường thích giao phối với anh em của chúng hơn những con đực không liên quan.

Nhiều loài động vật có vú, bao gồm cả họ hàng linh trưởng gần gũi nhất của loài người, có xu hướng tránh giao phối với họ hàng gần, đặc biệt nếu có sẵn bạn tình thay thế. Tuy nhiên, một số con tinh tinh đã được ghi nhận đang cố gắng giao phối với mẹ của chúng. Những con chuột đực đã được ghi nhận có tham gia giao phối với chị em của chúng, nhưng chúng có xu hướng thích những con cái không có quan hệ huyết thống hơn là chị em của chúng.
Những người chăn nuôi gia súc thường thực hành chăn nuôi có kiểm soát để loại bỏ các đặc điểm không mong muốn trong quần thể, điều này cũng đi đôi với việc loại bỏ những con được coi là không phù hợp, đặc biệt khi cố gắng thiết lập một đặc điểm mới và mong muốn trong đàn.

## Côn trùng
Đại học Bang North Carolina phát hiện ra rằng rệp, trái ngược với hầu hết các loài côn trùng khác, chịu đựng được sự loạn luân và có khả năng chịu đựng các tác động di truyền của việc giao phối cận huyết khá tốt.

## Sách tham khảo
- Bixler, Ray H. (1982) "Comment on the Incidence and Purpose of Royal Sibling Incest," American Ethnologist, 9(3), August, pp. 580–582.
- Leavitt, G. C. (1990) "Sociobiological explanations of incest avoidance: A critical claim of evidential claims", American Anthropologist, 92: 971–993.
- Potter, David Morris (2007). Emperors of Rome. Englewood Cliffs, N.J: Quercus. ISBN 1-84724-166-2.
- Sacco, Lynn (2009). Unspeakable: Father–Daughter Incest in American History. Johns Hopkins University Press. 351 ISBN 978-0-8018-9300-1